# 沙赫布茲區
沙赫布茲區是阿塞拜疆的一個區，位於該國納希切萬東北部，東鄰亞美尼亞。面積約918平方公里，人口821,800人。首府沙赫布茲。